# Raciąż
Raciąż este un oraș în Polonia. În 2006 avea 4752 de locuitori.